# Umar ibn Abd al-Aziz
Umar ibn Abd al-Aziz (arab. عمر بن عبد العزيز) lub Omar II (ur. ok. 682, zm. w lutym 720) – kalif z dynastii Umajjadów (717-720). Jako jeden z pierwszych zaczął zachęcać do przyjmowania islamu przez nie-Arabów. Nowych muzułmanów nazywano mawali. 
Autor reformy fiskalnej. Kalif zarządził zrównanie w prawach podatkowych rdzennych Arabów z konwertytami nie-Arabami. Ukaz ten spotkał się z ostrą krytyką jego doradców, którzy - nie bez racji - oponowali, że państwo straci poważną część dochodów, ponieważ odpadną daniny składane przez nawróconych.
Umar II nie zmienił jednak decyzji, argumentując iż "Prorok boży nie był zesłany jako poborca danin, ale jako głosiciel wiary w Allaha".
Był jedynym władcą któremu udało się uśmierzyć spory pomiędzy charydżytami i szyitami.